# S Vulpeculae
Désignations
S Vulpeculae (en abrégé S Vul) est une étoile variable située dans la constellation du Petit Renard. C'est une étoile supergéante, ayant environ 382 fois le diamètre du Soleil.
La variabilité de S Vulpeculae fut d'abord suspectée en 1836 avant d'être confirmée en 1862. En tant que variable pulsante qui gonfle et qui rétrécit en changeant de luminosité, elle a été classée diversement comme variable de type RV Tauri, variable semi-régulière et variable Céphéide.
S Vulpeculae est maintenant une variable Céphéide classique confirmée avec l'une des plus longues périodes connues, soit 68 jours, bien que la période ait changé plusieurs fois. En tant que telle, elle est aussi l'une des Céphéides plus froides et les plus lumineuses et elle se situe près de la zone où se trouvent les étoiles variables semi-régulières. La forme et l'amplitude de la courbe de lumière varient significativement de cycle à cycle et de façon séculaire. Sa magnitude apparente varie entre 8,69 et 9,42. Son type spectral varie de G précoce à K tardif lorsqu'elle pulse, avec des bandes de TiO typiques d'une étoile M1 quand elle est la plus froide.